# Brugge (huyện)
Huyện Bruges (tiếng Hà Lan: Arrondissement Brugge; tiếng Pháp: Arrondissement de Bruges) là một trong tám huyện hành chính ở tỉnh Tây Flanders,  Bỉ.
Huyện này vừa là huyện hành chính và huyện tư pháp. Tuy nhiên,  huyện tư pháp Bruges cũng bao gồm các đô thị của huyện Ostend, phần lớn huyện Tielt (ngoại trừ các đô thị Meulebeke,  Dentergem,  Oostrozebeke và Wielsbeke),  cũng như các đô thị Lichtervelde (ở huyện Roeselare).

## Lịch sử
Huyện Bruges được thành lập năm 1800 làm huyện thứ nhất vào tỉnh Lys (tiếng Hà Lan: Departement Leie). Ban đầu huyện này bao gồm các tổng Ardooie,  Brugge, Gistel, Ostend,  Ruiselede,  Tielt và Torhout. Vào năm 1818,  các huyện Ostend, Roeselare,  Tielt và Torhout đã được thành lập. Kết quả huyện này mất hơn một nửa diện tích.

## Các đô thị
Huyện hành chính Bruges bao gồm các đô thị sau:
- Beernem
- Blankenberge
- Brugge
- Damme
- Jabbeke
- Knokke-Heist
- Oostkamp
- Torhout
- Zedelgem
- Zuienkerke